# Мария Семпъл
Мария Семпъл (на английски: Maria Semple) е американска сценаристка и писателка на произведения в жанра съвременен роман.

## Биография и творчество
Мария Семпъл е родена на 21 май 1964 г. в Санта Моника, Калифорния, САЩ. Баща ѝ Лоренцо Семпъл е сценарист. Семейството ѝ се мести в Испания, където той пише сценария за пилотната серия на „Батман“. После семейството се мести в Лос Анджелис и Аспен, Колорадо. Завършва гимназия-интернат в Уолингфорд, Кънектикът, и през 1986 г. получава магистърска степен по английска филология от Колежа „Бърнард“ в Ню Йорк.
В колежа мечтае да стане писателка или учителка, но пише сценарий, който е купен от „Twentieth Century“. След дипломирането си се мести в Лос Анджелис, където продължава да пише сценарии. С помощта на приятелката си Дарън Стар, която познава от Аспен, започва работа като сценарист на сериала „Бевърли Хилс 90210“. В продължение на 15 години работи като сценарист и продуцент на телевизионни сериали. Сред тях са „Луд съм по теб“ и „Развитие в застой“, за които е номинирана за филмови награди.
Мария Семпъл е активен член на литературната общност в Сиатъл, и е един от основателите на „Seattle 7 Writers“.
Когато ражда дъщеря си, напуска телевизията и се отдава на майчинството и писателската си кариера, като се премества да живее в Сиатъл.
Първият ѝ роман „This One Is Mine“ е публикуван през 2008 г. Става световноизвестна с полуепистоларния си роман „Къде си, Бернадет“ от 2012 г., който става бестселър. Главната героиня, петнайсетгодишната Бий, завършва с отличие частно училище в Сиатъл и иска да пътува до Антарктика. Но точно тогава майка ѝ Бернадет Фокс изчезва, и Бий започва трескавото ѝ търсене, събирайки имейли, официални документи, и тайна кореспонденция, за да разбере и открие.
Мария Семпъл живее със семейството си в Сиатъл.

## Произведения

### Самостоятелни романи
- This One Is Mine (2008)
- Where'd You Go, Bernadette? (2012)
Къде си, Бернадет, изд.: „Ентусиаст“, София (2015), прев. Мария Чайлд
- Today Will Be Different (2016)

### Екранизации
- 1992 Beverly Hills, 90210 – ТВ сериал, автор 2 епизода
- 1993 Townsend Television – ТВ сериал, автор 10 епизода
- 1994 The George Carlin Show – ТВ сериал, автор 1 епизод
- 1994 – 1995 Ellen – ТВ сериал, автор 3 епизода
- 1996 Can't Hurry Love – ТВ сериал, автор 1 епизод
- 1996 – 1998 Луд съм по теб, Mad About You – ТВ сериал, автор 7 епизода, продуцент и съпродуцент на 29 епизода
- 1998 – 2000 Suddenly Susan – ТВ сериал, автор 5 епизода, изпълнителен продуцент и съпродуцент на 44 епизода
- 2001 Three Sisters – ТВ сериал, автор и продуцент
- 2006 Развитие в застой, Arrested Development – ТВ сериал, съпродуцент на 13 епизода